# Manimal
Manimal é uma série de televisão de curta duração que iniciou em 30 de Setembro de 1983 e se estendeu até 17 de Dezembro de 1983, na NBC. Contava a história de Jonathan Chase, um homem que era capaz de se transformar em qualquer animal que desejasse.

## Sobre a série
Série de curta duração (apenas oito episódios foram produzidos), Manimal se destacava pelos ótimos efeitos especiais de transformação - que estavam em moda depois do videoclip Thriller de Michael Jackson. As histórias são ingênuas, mas fizeram sucesso com o público infanto-juvenil.
Manimal conta a história de Jonathan Chase, (Simon MacCorkindale), um homem que é capaz de se transformar em qualquer animal que desejar. Acompanhado de Brooke Mackenzie e Ty Earl, ele utiliza suas habilidades para combater criminosos.
Um dos momentos mais interessantes da série era a transformação de Chase em fera. Para esse efeito especial foram usados moldes de gesso com seu rosto, onde máscaras eram criadas. Foi utilizado a técnica chamada Chroma Key, que consiste em projetar imagens em um fundo azul ou verde, para criar os efeitos de transformação em animais.
Manimal conquistou seu lugar de destaque entre as famosas séries dos anos 1980, ao contar a história do especialista em vida selvagem, o professor Jonathan Chase, um britânico culto e "boa pinta” que lecionava "ciências do comportamento animal" na Universidade de Nova York e também trabalhava para a polícia como um consultor do uso de animais em criminalística. Chase aprendeu com seu pai as técnicas para se transformar em qualquer tipo de animal, mas durante os oito episódios ele transformou-se apenas em Falcão, Pantera-negra, Serpente (esses três com a cena de transformação exibida), Periquito, Gato branco, Tubarão, Golfinho, Cavalo, Urso pardo e Vaca.
Utilizando seu dom para ajudar a polícia de Nova York, Chase conta com a ajuda da bela detetive Brooke McKenzie e de seu amigo Tyrone C. Earl, com quem serviu no Vietnã. Os dois era eram as únicas pessoas que conheciam o segredo de transformação de Jonathan Chase, sendo que Brooke o descobriu por acidente.
Outro destaque da série era os atores. Para o papel do professor protagonista os produtores queriam, a princípio, um homem com uma aparência animalesca, mas após mudarem de idéia contrataram um personagem com traços mais refinados, para enfatizar a idéia da transformação do "belo para fera". A classe do ator inglês Simon MacCorkindale, que já havia feito alguns trabalho nos Estados Unidos, mostrou-se perfeita para a proposta adotada.

## Elenco e personagens
- Simon MacCorkindale .... Jonathan Chase
- Melody Anderson .... Brooke Mackenzie
- Michael D. Roberts .... Tyrone “Ty” C. Earl
- Reni Santoni .... Ten. Nick Rivera
- William Conrad .... narrador

## Lista de episódios
| Episódio # | Data                   | Título Original       | Título em Português  |
| ---------- | ---------------------- | --------------------- | -------------------- |
| 1          | 30 de setembro de 1983 | Manimal               | Manimal              |
| 2          | 14 de outubro de 1983  | Illusion              | Ilusão               |
| 3          | 21 de outubro de 1983  | Night of the Scorpion | A noite do escorpião |
| 4          | 28 de outubro de 1983  | Female of the Species | Fêmeas perigosas     |
| 5          | 4 de novembro de 1983  | High Stakes           | Altas Apostas        |
| 6          | 3 de dezembro de 1983  | Scrimshaw             | Enigma de Marfim     |
| 7          | 10 de dezembro de 1983 | Breath of the Dragon  | O Sopro do dragão    |
| 8          | 17 de dezembro de 1983 | Night of the Beast    | A Noite da Fera      |

## Curiosidades
- No episódio sete, “O Sopro do dragão”, Walter Nebicher da série de TV Automan pode ser visto caminhando do lado de fora do restaurante Chinês.  Ambos Manimal e Automan foram filmados ao mesmo tempo na mesma cena (em um ângulo diferente) aparecendo no episódio de Automan.
- No episódio piloto , o parceiro de Chase Tyrone “Ty” C. Earl foi interpretado não por Michael D. Roberts, mas por Glynn Turman.
- A série foi referenciada na canção "Wind Up" da banda Foo Fighters no seu álbum de 1997 The Colour and the Shape.

A banda de Heavy Metal W.A.S.P. gravou em 1987 o tema Manimal adoptando assim o nome da série ao conceito da música.